# Вилијам X Аквитански
Вилијам X Аквитански (1099 – 9. април 1137) војвода Аквитаније, војвода Гаскоње, гроф Поатјеа (под именом Вилијам VIII од Поатјеа (1126—1037) и гроф Тулуза (1117—1120). Био је последњи самостални војвода Аквитаније. Познат је под надимком Свети.

## Детињство и младост
Вилијам X је био син Вилијама IX, војводе од Аквитаније и Гаскоње и грофа Тулуза и Поатјеа. Рођен је у Тулузу, али његов отац је, немајући новца да финансира крсташки рат 1101., продао град Бернару, грофу Триполија, рођаку своје супруге Филипе. Тако да је Вилијам морао да у младости живи у Поатјеу.

### Сукоб са оцем
По повратку из рата Вилијамов отац је одлучио да напусти Филипу и да живи са Данжеросом, супругом свог вазала. Тада се Вилијам побунио. Сукоби су се завршили тек 1121. године, када се оженио, кћерком очеве конкубине, Енором де Шатеро. Дошао је на власт по смрти оца 10. фебруара 1126. године.

## Владавина
Године 1130. умро је папа Хонорије II и дошло је до рата између папе Иноћентија II и антипапе Анаклетија II. Вилијам је прво био на страни Анаклетија. Међутим га је 1134. године угледни духовник Бернар од Клервоа, преобратио на папину страну. После тога Вилијем је у савезу са Жофруом V Анжујским 1136. године напао Нормандију.

## Смрт
Почетком 1137. године Вилијам је отишао на ходочашће у Сантјаго де Компостелу. На путу се тешко разболео и умро 9. априла, можда је и отрован. На самртној постељи изразио је жељу да се његова кћерка Еленора уда за Дофена Луја, сина француског краља Луја VI. Та му је жеља и испуњена 25. јула исте године.
Вилијам је умро надживевши свог сина Вилијама Аигрета.

## Породично стабло
|  |                             |  |  |  |  |  |  |  |  |  |  |  |  |  |  |  |
|  | 2. Вилијам IX од Аквитаније |  |  |  |  |  |  |  |  |  |  |  |  |  |  |  |
|  |                             |  |  |  |  |  |  |  |  |  |  |  |  |  |  |  |
|  |                             |  |  |  |  |  |  |  |  |  |  |  |  |  |  |  |
|  | 1. Вилијам X Аквитански     |  |  |  |  |  |  |  |  |  |  |  |  |  |  |  |
|  |                             |  |  |  |  |  |  |  |  |  |  |  |  |  |  |  |
|  |                             |  |  |  |  |  |  |  |  |  |  |  |  |  |  |  |
|  | 3. Филипа Тулуска           |  |  |  |  |  |  |  |  |  |  |  |  |  |  |  |
|  |                             |  |  |  |  |  |  |  |  |  |  |  |  |  |  |  |
|  |                             |  |  |  |  |  |  |  |  |  |  |  |  |  |  |  |

## Деца
Вилијам је са Енором де Шателро имао:
- Еленору (1122—1204), престолонаследница, удата за Дофена Луја
- Петронилу (1125—1193), удата за Раула I де Вермандоа
- Вилијам Аигрет (1126—1130)